# 周文勇
周文勇，（1942年—1989年）,中華民國（台灣）企業家、政治人物，曾代表中國國民黨，在台北市當選為第一屆第三次增額立法委員，在商業團體當選為第一屆第四、五次增額立法委員。